# サルッジャ
サルッジャ（イタリア語: Saluggia）は、イタリア共和国ピエモンテ州ヴェルチェッリ県にある、人口約3,900人の基礎自治体（コムーネ）。

## 地理

### 位置・広がり
ヴェルチェッリ県南西部に位置するコムーネで、州都トリノから北東へ31km、県都ヴェルチェッリから西南西へ33km、ビエッラから南へ37kmの距離にある。
町域の西側をドーラ・バルテア川が流れ、おおむねトリノ県との県境となっている。
| 隣接するコムーネは以下の通り。括弧内のTOはトリノ県所属を示す。 - チリアーノ - 北 - リヴォルノ・フェッラーリス - 北東 - ランポーロ - 東 - クレシェンティーノ - 南東 - ヴェロレンゴ (TO) - 南 - トッラッツァ・ピエモンテ (TO) - 西 - ロンディッソーネ (TO) - 北西 |

## 交通
町域北西部をアウトストラーダ A4 (it:Autostrada A4 (Italia)) および高速鉄道（トリノ-ミラノ高速線）が通過している。

### 道路
国道および主要な県道
- SS11 (it:Strada statale 11 Padana Superiore)
- SP593

### 鉄道
- トリノ＝ミラノ線 (it:Ferrovia Torino-Milano) 
  - サンタントニオ・ディ・サルッジャ駅 (it:Stazione di Sant'Antonino di Saluggia)  - サルッジャ駅 (it:Stazione di Saluggia)

## 姉妹都市
- ルッシ、イタリア